# I plommonstop och paraply
I plommonstop och paraply var en svensk komediserie i Sveriges Radio, vilken sändes i tre omgångar åren 1963, 1965 och 1970. Seriens koncept och manus kom ursprungligen från motsvarade radioserie i brittiska BBC – The Men from the Ministry – som började sändas 1963.

## Innehåll och medverkande
Den utspelades i den brittiska politiska världen, med en mild satirisk ton, vilken gick hem både i Storbritannien och Sverige. Huvudpersonerna hade vaga arbetsuppgifter på "Extraordinarie byrån" och blev ofta inblandade i dråpliga händelser i London med omnejd.
I huvudrollerna i den svenska versionen återfanns Gunnar Björnstrand och Stig Järrel. Även Meg Westergren och Olof Thunberg medverkade.